# Hohes Brett
De Hohes Brett is een berg in het Berchtesgadener Land in de deelstaat Beieren, Duitsland en de deelstaat Salzburg, Oostenrijk. De berg heeft een hoogte van 2340 meter. De grens tussen Duitsland en Oostenrijk loopt over de top.
De Hohes Brett is onderdeel van het Göllmassief, dat weer deel uitmaakt van de Berchtesgadener Alpen.